# 釋了然

釋了然（1077年—1141年），號志涌，虎溪尊者，俗姓薛，為南宋浙江臨海台州白蓮寺沙門。

## 生平
了然法師在母胎中十三個月才出生，七歲時到郡中的白蓮寺，依祥符道中和尚發心出家，十六歲受完具足戒後，便親近安國元慧法師學習天臺宗教觀要領。一日夢見在大海中一塊大石上盤腿而坐，一眼望去，見到觀世音菩薩端坐在山上竹林間，法師馬一立起，說了一百句偈子來讚嘆觀音大士，醒來時猶記得一半偈子，自此頓然開發智慧辯才。
因侍奉元慧法師，一同遷往臨海白蓮寺，不久元慧往生，他便前往寧波延慶寺向明智大師求學。後主持廣岩寺，講演天臺教觀綱宗二十多年，精勵後學，白業濳修。一日只吃一餐過午不食，夜坐達旦不倒單，難行能行。六年後遷臨海白蓮寺，此後居山二十四年，一天夜裡夢到，兩條龍在雲中交戲，忽然化為天人從空而降，參謁法師。從衣袖中取出一書，向法師說：「師七日後當行西歸。」法師醒後明白這是自己即將往升的徵兆，於是擊鼓集合寺眾，登座說法，囑付後事後寫了一首偈：「因念佛力得生樂國，凡汝諸人可不自逸。」
隨即沐浴更衣，命大眾同聲恭誦《阿彌陀經》，唸至經文「西方世界」時，坐化圓寂，大眾都聽到空中傳來天樂之聲，當空放射吉祥毫光，弟子將其法體葬於白蓮寺東岡。

## 法嗣

### 師長
- 祥符道中
- 安國元慧

### 弟子
- 虛堂本空
- 赤城中益
- 山堂元性
- 澤山與咸
- 覺雲智連

## 著作
- 《十不二門樞要》二卷
- 《大乘止觀法門宗圓記》五卷
- 《律宗問答》二卷
- 《釋門歸敬儀通真記》三卷
- 《功德天懺儀》
- 《虎溪集》八卷